# Začarani mladenič
Začarani mladenič je slovenska ljudska pravljica. V pravljici nastopa mladenič, ki ga je oče zaklel, da je postal začaran. Poleg mladeniča in očeta se v pravljici pojavijo še: zli duhovi, dva konja (od tega je en začaran mož), vojaki, kralj in kraljična. 
Pravljica Začarani mladenič je bila prvič objavljena leta 1930 skupaj z drugimi pravljicami v knjigi Bajke in pripovedke slovenskega ljudstva. Uredil in zbral jo je Jakob Kelemina, založila jo je Družba sv. Mohorja v Celju.

## Vsebina
Nekoč je živel mladenič, ki ga je oče zaklel, da je prišel ponj zli duh in ga odnesel v svoj grad. Tam mu je naložil delo v hlevu, kjer je moral skrbeti za dva konja, enega suhega in enega rejenega. Za prvega je moral dobro skrbeti, drugega pa je moral slabo krmiti ter mu naložiti vsak dan trideset palic. Mladenič je opravljal delo, kakor mu je zli duh ukazal.
Nekega dne pa mu je rejeni konj spregovoril. Rekel je: »Ti tepeš mene, a tebe bodo drugi.« Mladenič se je konja ustrašil, nato pa ga vseeno vprašal kdo je. Konj mu pove, da je človek, ki ga je zli duh odnesel in začaral. Pogovarjata se še o tem, kako bi zbežala od tod. Konj svetuje mladeniču, da vzame iz gradu troje reči: palico, steklenico vode in kamen ter naslednje jutro pride v hlev in ga zajaše. Mladenič naredi tako. Naslednje jutro konj zdrvi iz hleva in drvi po planjavi, a zli duhovi to kaj kmalu opazijo. Zberejo se v veliko trumo in udarijo za njima.
Konj beži, kolikor more, mladeniču pa naroči, naj se ogleda in popazi, če ju kdo ne zasleduje. Mladenič se ozre, opazi trumo zlih duhov, to pove živali, le-ta pa mu svetuje, naj vrže nazaj palico. Ko mladenič to stori, se za njima naredi velik gozd, ki ga zli duhovi morajo obhoditi, zato zaostanejo. Konj beži dalje in zopet ukaže mladeniču, naj se ogleda. Zopet se zli duhovi približujejo za njima, zato konj mladeniču veli vreči nazaj steklenico z vodo. Mladenič stori tako in za njima nastane široko morje. Zli duhovi morajo okrog morja in zaostanejo. Ko tako dalj časa drvita po ravnini, žival še zadnjič veli mladeniču, da se ozre nazaj in pogleda, če jima kdo sledi. Zopet vidi zle duhove, ki se jima naglo bližajo. Zdaj konj ukaže jezdecu, da vrže nazaj kamen. Za njima se dvigne v zrak visoko in strmo gorovje. Čezenj zli duhovi ne morejo. Upehani se ustavijo in opuste lov za ubežnikoma. 
Ko sta konj in jezdec prosta, se ustavita, jezdec stopi na tla, tedaj pa pravi konj mladeniču naj ga razpara in mu odere kožo. Ko mladenič to stori, skoči iz konja mož, ki je bil toliko časa zaklet v živalsko podobo. Rešenec naroči mladeniču, naj se ogrne v konjsko kožo. Le-ta to stori in se pri priči spremeni v konja. Sedaj mu mož pravi: »Pojdi, in če bo sila, zateci se k meni! Ko pride čas, boš rešen tudi ti.« Pove mu še, kje naj ga išče in tako se ločita ter gresta vsak svojo pot. 
V konja začaranega mladeniča ujamejo in ga dajo v vojaško službo, kjer strada in ga pretepajo. Težko mu je, a voljno prenaša trpljenje.  Zgodi pa se, da je bila med tistim in sosednjim kraljestvom napovedana vojna. Med pripravo vojakov na vojno konj skrivaj zbeži k možu in mu pove kaj se bo zgodilo. Mož da konju skrivno moč in mu pravi: »Ko boš zacepetal z nogami in se bodo iskre ukresale  pod podkvami, se bo naredila okrog tebe taka vročina, da je nihče ne bo prenesel.« Žival se vrne na svoje mesto in kmalu jo odženejo v boj. 
Sovražni vojski si stojita nasproti. Prične se boj. Takrat se zakadi konj med sovražnike, zacepeta z nogami, da se ukrešejo iskre pod podkvami. Zaradi vročine popade sovražna vojska mrtva na tla. Zmaga je tako dobljena brez boja in konj se vrne med svoje čete. Vsi, vojaki in vojskovodje ga hvalijo ter gladijo. Odpeljejo ga v kraljevo mesto ter mu v grajskem hlevu določijo najlepši prostor. Konja pride gledat tudi kraljična. Dobrika se mu in ga gladi, nato ji konj spregovori in ji pravi: »Pojdi po sabljo in razparaj me, ako hočeš, da bom rešen.« Kraljična se hudo prestraši, ko sliši govoriti konja, vendar ga uboga. Iz konja skoči lep mladenič. Vsi se zvesele tega dogodka, najbolj pa je srečna kraljična sama. 
Mladenič pripoveduje vse od kraja, kako se mu je zgodilo in kaj se mu je godilo in pripetilo. Na koncu stopi mladenič še pred kralja in ga prosi, če bi mu dal hčer za ženo. Rad mu jo da in po smrti mu prepusti še krono in vladarstvo.

## Analiza pravljice
Prenašala se je iz roda v rod preki ustnega izročila, torej avtor ni poznan. Pripovedovalec je tretjeosebni ali vsevedni. Dogajalni kraj ni enoten (dogaja se v hlevu, na prostem - planjava, po kateri dirjata konj in mladenič), v kraljevem mestu (grajski hlev). Dogajalni čas ni znan (mogoče srednji vek - gradovi). Glavne književne osebe so: mladenič ter mož, začaran v konja. Stranske osebe so: oče, kraljična, kralj, vojska, zli duhovi. Konec je srečen.
- Motivi: zakleti mladenič, v konja začaran mož, (čarobna) moč kamna, steklenice z vodo in palice, zli duhovi
- Ključni dogodki: začaranje mladeniča v konja, pomoč konja pri vojni, poroka s kraljično
- Okrasni pridevki: zli duh, velika truma, široko morje, skrivna moč, sovražna vojska, najlepši prostor, lep mladenič

## Liki in interpretacija dela
Za noben lik v pravljici ne vemo, kako mu je ime. 
Mladenič, lahko sklepamo po »imenu«, je bil mlad fant. Iz pravljice ni jasno razvidno ali je bil svojemu očetu podrejen (ko ga je oče zaklel) ali je bil zloben. Vemo samo, da je bil podrejen zlobnemu duhu, saj je moral opravljati dela tako kot mu je naročil zli duh. Bil je ubogljiv, saj je ves čas ubogal moža, ki je bil začaran v konja. V stiski ga je tudi poprosil za pomoč. Voljno je prenašal trpljenje, ko je bil začaran v konja in so ga stradali in pretepali. 
Mladeničev oče je bil po svojih dejanjih sodeč krut človek, saj je svojega sina zaklel, da ga je prišel iskat zlobni duh.
Mož, začaran v konja, je bil pogumna oseba, ki se ni bal trpljenja in ga je brez pritoževanja prenašal. Bil je prijazen in je rad pomagal mladeniču, ko je ta imel težave. Bil je na strani dobrega. 
Kraljična – o njej ne zvemo veliko, le to, da se je znala dobrikati  in da je bila srečna, ko se je mladenič spremenil iz konja v človeka. Na koncu pravljice se poroči z mladeničem. 
Zli duhovi – njihov namen v tej pravljici je ujeti mladeniča in ga imeti za to, da bi njim služil kot suženj in izvrševal njihove zahteve. Na koncu so premagani tako, da jim mladenič s konjem ubeži in ga ne najdejo več.

## Motivno – tematske povezave
Motiv zla se pogosto pojavlja v pravljicah. Zlo po navadi predstavljajo čarovnice, mačehe, zli duhovi, zveri…ki poskrbijo za zaplet dogajanja. Tu so vedno vključeni tudi junaki z nadnaravnimi močmi, ki poskrbijo za srečen konec pravljice. Slovenske pravljice, kjer se pojavlja zli duh so: Zaklete deklice, Začarani mladenič, Začarani grad in medved, Pod nebom najlepša in svetla kakor sonce.
Motiv poroke se (poleg zla) tudi velikokrat pojavlja v pravljicah. Po navadi rešitelj kraljične ali princese dobi njo za ženo ter nasledstvo dežele. V pravljici Začarani mladenič je motiv rešitve ravno obrnjen: mladeniča reši iz konjeve kože kraljična. Motiv poroke se pojavlja v naslednjih slovenskih pravljicah: Vila in trije bratje, Okamenele kraljične, Zmaj s sedmerimi glavami, Vila in trije bratje, Medvedov Janez, Zdravilno jabolko, Pet bratov, Pod nebom najlepša in svetla kakor sonce. V svetovni književnosti se pojavlja motiv npr. v pravljici Dvanajst lovcev (Jakob in Wilhelm Grimm), Sneguljčica in sedem palčkov, Pepelka in druge…
Motiv predmetov, ki imajo čarobno moč, se pojavlja v naslednjih slovenskih pravljicah: Železni prstan, Podganek, Začarani mladenič, Bela kača s kronico, Lonec majarona, O treh grahih, Pod nebom najlepša in svetla kakor sonce, Zdravilno jabolko, Čudodelna torbica. V svetovni književnosti se motiv predmetov z močmi pojavlja v pravljicah: Pepelka, Sneguljčica, Trnujčica in druge.
V slovenskih pravljicah se velikokrat pojavlja motiv živali. Te pravljice so: Začarani mladenič, Železni prstan, Pastirček, Podganek, Bela kača s kronico, Tri vreče denarja za cepec, mačko in petelina, Začarani grad in medved, O čudodelnem povodcu, Zlata ptica, Ježek, Nebeška ovca, Lisica in kozica, Gož, Bela kača, Zakaj teče pes za zajcem, Hvaležni medved.
Slovenske inačice, ki so motivno in tematsko najbolj podobne pravljici Začarani mladenič, so: Zakleti mladenič, Ugrabljena hči in zakleti mladenič, Začarani grad in medved, Janček-Ježek, Bela kača s kronico, Železni prstan. Lonček, kuhaj je češka ljudska pravljica, Šivilja in škarjice sicer ni ljudska pravljica, vendar se tudi v njej pojavlja motiv čarobnega predmeta. V svetovni književnosti najdemo inačice v pravljicah Sneguljčica, Bratec in sestrica, Aladinova čudežna svetilka, Pepelka, Žabji kralj in železni Henrik, Žabji princ, Lepotica in zver, Sedem krokarjev.

## Analiza obravnave pravljice po Brunu Bettelheimu
Pravljični liki niso ambivalentni – niso dobri in hudobni hkrati, kot smo resnični ljudje. Ker polarnost prevladuje v otrokovi duševnosti, prevladuje tudi v pravljicah. Oseba je bodisi dobra bodisi hudobna, vmes ni ničesar. Otrok ne izbira toliko med dobrim in zlom, kolikor se odloča glede na to, kdo mu je simpatičen in kdo zoprn. Bolj ko je dobri lik preprost in odkrit, lažje se otrok identificira z njim in odkloni slabega. Otrok se z dobrim junakom ne istoveti zaradi njegove dobrote, temveč zato, ker ga junakov položaj globoko, pozitivno privlači.
Pravljični junak (otrok) lahko najde samega sebe le, če odide v svet. Ko bo to storil, bo našel tudi drugega človeka, s katerim bo lahko živel dolgo in srečno, se pravi, ne da bi moral še kdaj občutiti tesnobo pred ločitvijo. Pravljica je usmerjena v prihodnost in otroka – na način, ki je dostopen zavestnemu in nezavednemu delu njegove duševnosti – napeljuje k temu, da se odpove svojim željam po otroški odvisnosti in zaživi samostojno življenje, ki mu bo prinašalo več zadovoljstva. V pravljicah velikokrat (skoraj vedno) srečamo motiv odhoda junaka v svet. Da literarni junak najde na koncu srečo, se skozi življenje podaja z veliko preizkušnjami, trpljenjem, dogodki, ki ga oblikujejo  v samostojno osebo, ki ni odvisna od drugih. V pravljici Začarani mladenič se mladenič (sicer zaradi očeta) poda v svet preizkušenj in trpljenja, vendar na koncu s svojo potrpežljivostjo in vztrajnostjo najde srečo na kraljevem dvoru s kraljično.

## Izdaje
- Slovenske ljudske pripovedi, Mladinska knjiga, Ljubljana 1970
- Slovenske narodne pravljice, Mladinska knjiga, Ljubljana 1965 (do sedaj 13 natisov)